# Myriotrema wightii
Myriotrema wightii är en lavart som först beskrevs av Taylor och som fick sitt nu gällande namn av Mason Ellsworth Hale 1980. 
Myriotrema wightii ingår i släktet Myriotrema och familjen Thelotremataceae. Inga underarter finns listade i Catalogue of Life.